# Los Angeles Dodgers
Los Angeles Dodgers är en professionell basebollklubb i Los Angeles i Kalifornien i USA som spelar i National League, en av de två ligorna i Major League Baseball (MLB). Klubbens hemmaarena är Dodger Stadium.
Klubben har genom åren haft stora framgångar. Man har vunnit National League 25 gånger, flest i ligans historia, och åtta gånger har man vunnit World Series.

## Historia
Klubben grundades 1883 i Brooklyn i delstaten New York under namnet Brooklyn Grays (kallades även Brooklyn Atlantics), men spelade då i en minor league som hette Interstate Association. Man vann ligan den säsongen, men flyttade året efter upp till en major league, American Association. 1888 började man kallas Brooklyn Bridegrooms (ofta förkortat Brooklyn Grooms) eftersom det var många spelare som gifte sig. Man vann American Association 1889, men bytte till National League 1890, som man vann redan under debutsäsongen. Namnet ändrades 1899 till Brooklyn Superbas, och 1911 ändrades namnet igen, nu till Brooklyn Trolley Dodgers (ofta förkortat Brooklyn Dodgers) eftersom det gick så många spårvagnar (trolleys) i Brooklyn. 1914–1931 kallades klubben Brooklyn Robins, men från och med 1932 återtog man det numera välkända smeknamnet Dodgers.
Den 15 april 1947 blev Brooklyn Dodgers Jackie Robinson den första afroamerikanska spelaren att spela för en MLB-klubb i modern tid. Som ett minne av detta får numera ingen spelare i MLB ha nummer 42, Robinsons tröjnummer, på ryggen.
Klubben flyttades 1958 till Los Angeles och döptes om till Los Angeles Dodgers, samtidigt som ytterligare en av New Yorks dåvarande tre MLB-klubbar, New York Giants, flyttades till San Francisco och blev San Francisco Giants.
I maj 2012 såldes klubben jämte hemmaarenan Dodger Stadium till Guggenheim Baseball Management, med bland andra basketlegendaren "Magic" Johnson, Hollywood-veteranen Peter Guber och företagsledaren Mark Walter som investerare, för 2,15 miljarder dollar. De nya ägarna satsade inför 2013 års säsong stort och skrev bland annat kontrakt med två nya pitchers, Zack Greinke och Ryu Hyun-jin. Klubbens sammanlagda lönekostnad för 2013 blev över 225 miljoner dollar, ett nytt rekord i MLB.
Den 30 april 2014 vann klubben sin 10 000:e match sedan man gick med i National League 1890 (alla var dock inte överens om att det verkligen var vinst nummer 10 000). Bara tre klubbar, San Francisco Giants, Chicago Cubs och Atlanta Braves, hade tidigare nått samma antal vinster i ligan.
Med början 2013 vann Dodgers sin division åtta gånger i rad. 2017 vann man 104 matcher, näst flest i klubbhistorien efter 1953 (105), och tog sig hela vägen till World Series för första gången sedan 1988. Där blev det dock förlust mot Houston Astros med 3–4 i matcher efter en dramatisk matchserie. Året efter gick man till World Series igen men förlorade igen, denna gång mot Boston Red Sox med 1–4 i matcher. När Dodgers 2020 för tredje gången på fyra säsonger gick till World Series lyckades man dock till slut vinna för första gången sedan 1988 när Tampa Bay Rays besegrades med 4–2 i matcher.

## Hemmaarena
Hemmaarena är Dodger Stadium, invigd 1962. Dessförinnan spelade Dodgers i Los Angeles Memorial Coliseum, använd som olympiastadion under OS i Los Angeles 1932 och 1984. I Brooklyn spelade man bland annat i Ebbets Field.

## Spelartrupp

### Aktiva
| Nr | Land                    | Pos | Namn           |
| -- | ----------------------- | --- | -------------- |
| 7  | Mexiko                  | P   | Julio Urías    |
| 26 | USA                     | P   | Tony Gonsolin  |
| 28 | USA                     | P   | Andrew Heaney  |
| 31 | USA                     | P   | Tyler Anderson |
| 33 | USA                     | P   | David Price    |
| 45 | Dominikanska republiken | P   | Reyes Moronta  |
| 46 | USA                     | P   | Craig Kimbrel  |
| 47 | USA                     | P   | Ryan Pepiot    |
| 51 | USA                     | P   | Alex Vesia     |
| 52 | USA                     | P   | Phil Bickford  |
| 58 | USA                     | P   | Chris Martin   |
| 59 | USA                     | P   | Evan Phillips  |
| 64 | USA                     | P   | Caleb Ferguson |

| Nr | Land                    | Pos | Namn            |
| -- | ----------------------- | --- | --------------- |
| 15 | USA                     | C   | Austin Barnes   |
| 16 | USA                     | C   | Will Smith      |
| 5  | Kanada                  | INF | Freddie Freeman |
| 6  | USA                     | INF | Trea Turner     |
| 9  | USA                     | INF | Gavin Lux       |
| 10 | USA                     | INF | Justin Turner   |
| 13 | USA                     | INF | Max Muncy       |
| 17 | Dominikanska republiken | INF | Hanser Alberto  |
| 3  | USA                     | OF  | Chris Taylor    |
| 12 | USA                     | OF  | Joey Gallo      |
| 25 | USA                     | OF  | Trayce Thompson |
| 35 | USA                     | OF  | Cody Bellinger  |
| 50 | USA                     | OF  | Mookie Betts    |

### Skadade
| Nr | Land | Pos | Namn            |
| -- | ---- | --- | --------------- |
| 21 | USA  | P   | Walker Buehler  |
| 22 | USA  | P   | Clayton Kershaw |
| 23 | USA  | P   | Danny Duffy     |
| 38 | USA  | P   | Yency Almonte   |
| 40 | USA  | P   | Jimmy Nelson    |
| 41 | USA  | P   | Daniel Hudson   |

| Nr | Land      | Pos | Namn             |
| -- | --------- | --- | ---------------- |
| 44 | USA       | P   | Tommy Kahnle     |
| 48 | Venezuela | P   | Brusdar Graterol |
| 49 | USA       | P   | Blake Treinen    |
| 81 | Mexiko    | P   | Victor González  |
| 85 | USA       | P   | Dustin May       |
| 11 | USA       | OF  | Kevin Pillar     |

### Övriga
| Nr | Land | Pos | Namn         |
| -- | ---- | --- | ------------ |
| 27 | USA  | P   | Trevor Bauer |

| Nr | Land | Pos | Namn         |
| -- | ---- | --- | ------------ |
| 60 | USA  | OF  | Andrew Toles |

## Fotogalleri

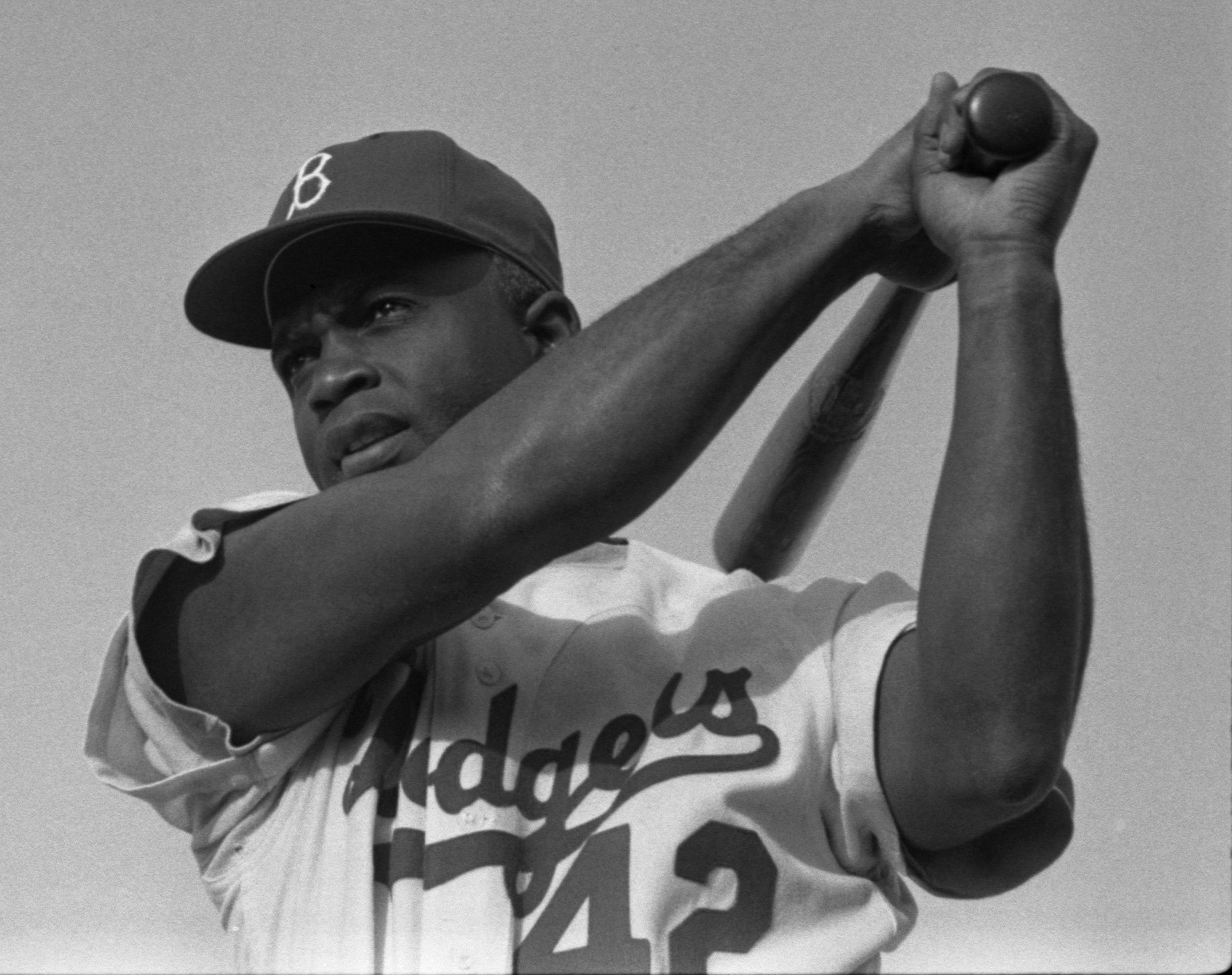
Jackie Robinson.
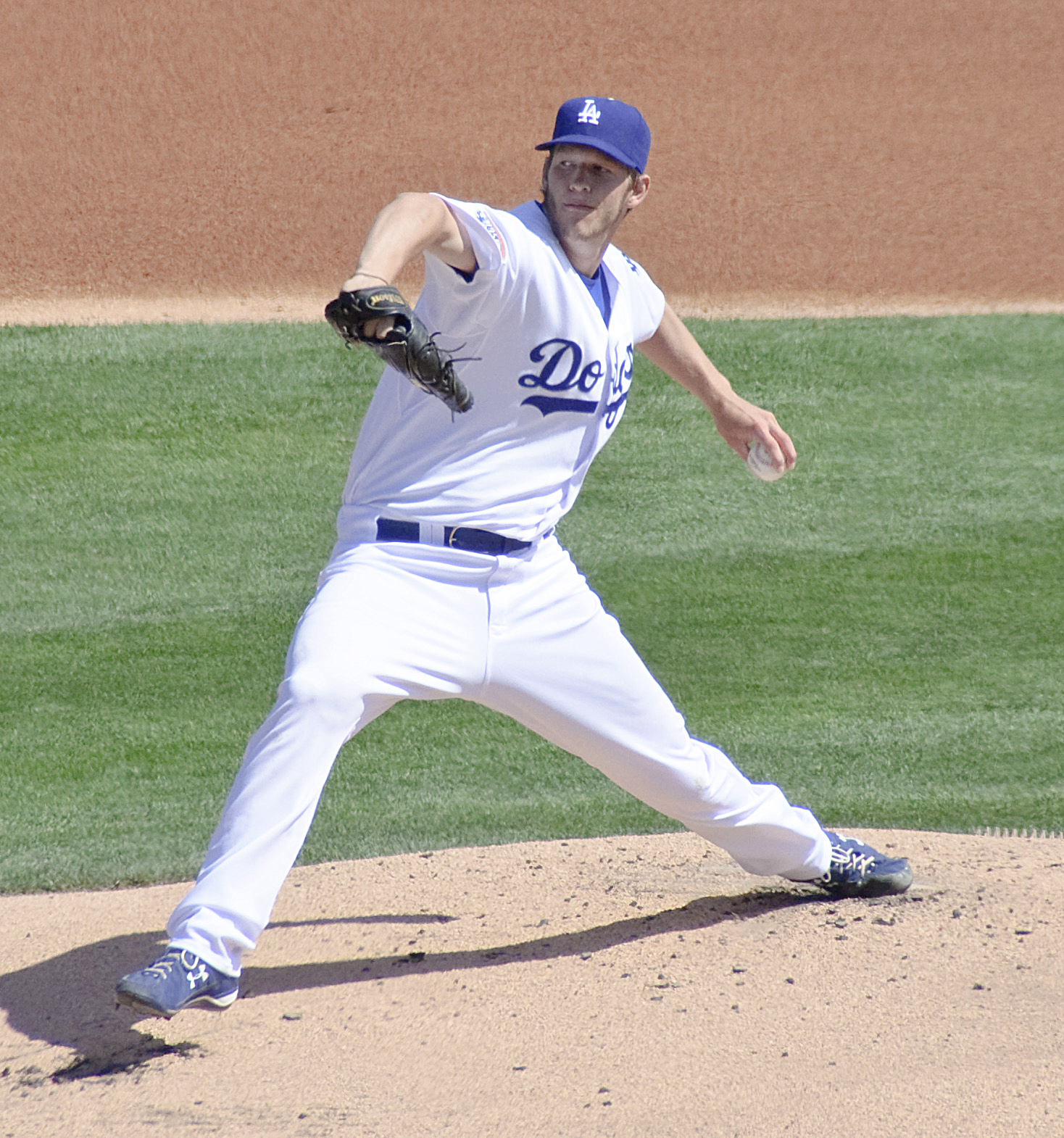
Clayton Kershaw.
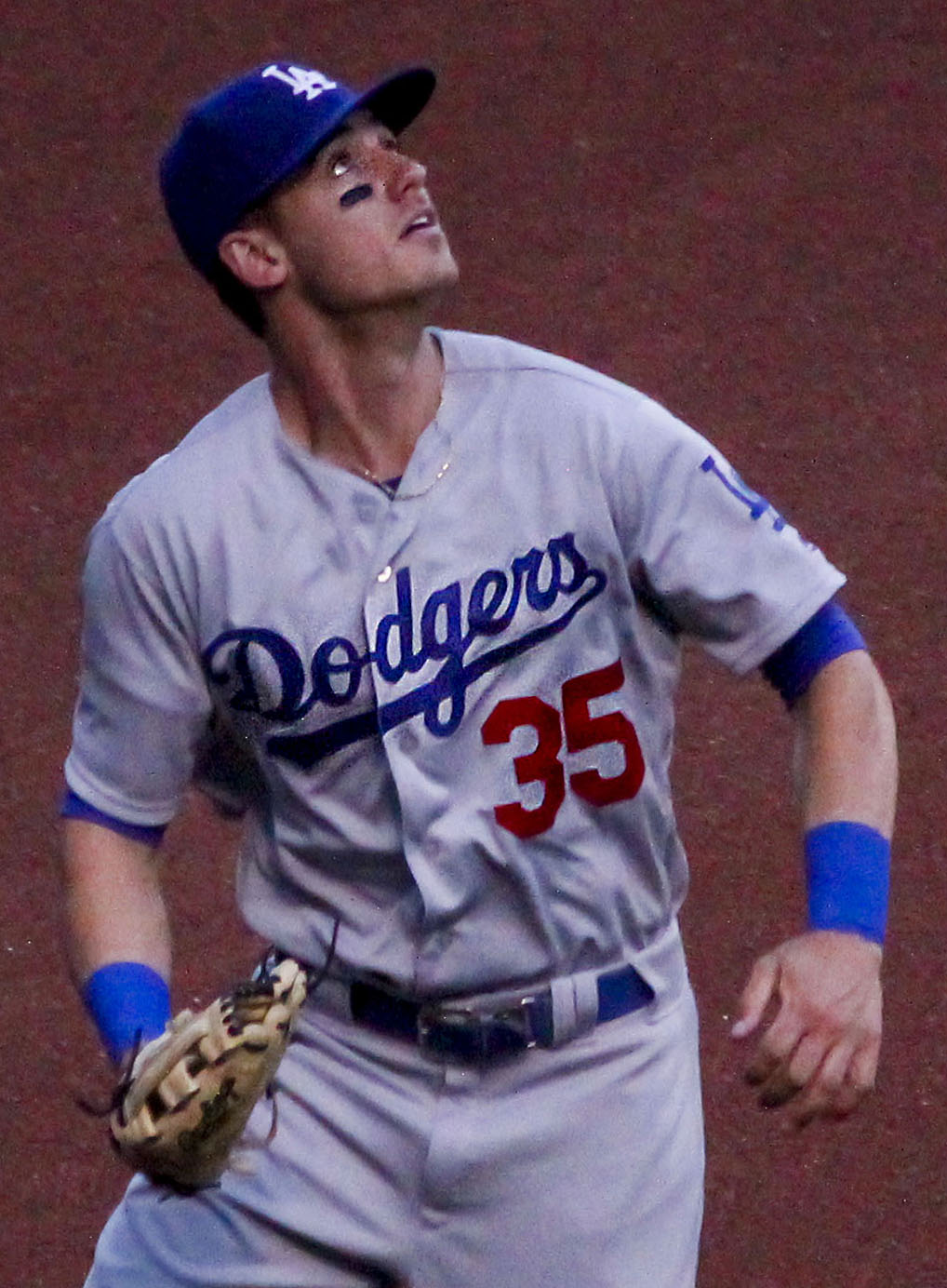
Cody Bellinger.